# آني (مغنية)
آني (بالنرويجية البوكمول: Annie)‏ هي دي جيه ومغنية ومنتجة أسطوانات وكاتبة غنائية نرويجية، ولدت في 21 نوفمبر 1977 في تروندهايم في النرويج.

## وصلات خارجية
- الموقع الرسمي
- آني على موقع IMDb (الإنجليزية)
- آني على موقع ميوزك برينز (الإنجليزية)
- آني على موقع أول ميوزيك (الإنجليزية)
- آني على موقع ديسكوغز (الإنجليزية)